# Sindaci di Agrigento
Di seguito l'elenco cronologico dei sindaci di Agrigento (Girgenti fino al 1925) e delle altre figure apicali equivalenti che si sono succedute nel corso della storia.

## Regno d'Italia (1861-1946)
Sindaci (1861-1926)
| Periodo | Periodo | Primo cittadino               | Partito | Carica                  | Note |
| ------- | ------- | ----------------------------- | ------- | ----------------------- | ---- |
| ?       | 1862    | Baldassarre Drago             |         | Sindaco                 | -    |
| 1863    | 1866    | Giuseppe Mirabile             |         | Sindaco                 | -    |
| 1868    | 1869    | Giuseppe Giambertoni          |         | Sindaco                 | -    |
| 1870    |         | Emanuele Sileci               |         | Sindaco                 | -    |
| 1870    | 1874    | Luigi Contarini               |         | Sindaco                 | -    |
| 1875    |         | Giuseppe Mirabile             |         | f.f. Sindaco            | -    |
| 1877    | 1880    | Emanuele Sileci               |         | Sindaco                 | -    |
| 1880    | 1882    | Luigi Contarini               |         | Sindaco                 | -    |
| 1882    | 1884    | Emanuele Sileci               |         | Sindaco                 | -    |
| 1885    | 1887    | Francesco Lo Presti Seminerio |         | Sindaco                 | -    |
| 1888    | 1889    | Ippolito Onorio De Luca       |         | Sindaco                 | -    |
| 1890    | 1891    | Mario Alessi                  |         | Sindaco                 | -    |
| 1891    | 1892    | Giuseppe Mirabile             |         | Sindaco                 | -    |
| 1892    |         | Demostene Puccioni            |         | Regio Commissario       | -    |
| 1892    | 1895    | Pasquale Sclafani             |         | Sindaco                 | -    |
| 1895    | 1896    | Ignazio Giambertoni           |         | Sindaco                 | -    |
| 1896    | 1897    | Nicolò Fiandaca               |         | Sindaco                 | -    |
| 1897    | 1898    | Lorenzo Fossa                 |         | Regio Commissario       | -    |
| 1898    |         | Francesco Paolo Diana         |         | Sindaco                 | -    |
| 1898    |         | Mario Alessi                  |         | Sindaco                 | -    |
| 1899    | 1901    | Filippo Mendolia              |         | Sindaco                 | -    |
| 1901    | 1902    | Francesco Paolo Diana         |         | Sindaco                 | -    |
| 1902    | 1904    | Nicolò Fiandaca               |         | Sindaco                 | -    |
| 1906    |         | Ernesto Giobbe                |         | Regio Commissario       |      |
| 1906    | 1907    | Filippo Mendolia              |         | Sindaco                 | -    |
| 1910    | 1911    | Ignazio Giambertoni           |         | Sindaco                 | -    |
| 1911    |         | Mario Alessi                  |         | Sindaco                 | -    |
| 1920    | 1921    | Mario Bonfiglio               |         | Sindaco                 | -    |
| 1921    |         | Filippo Manlio Presti         |         | Regio Commissario       |      |
| 1921    |         | Alberto Giannoni              |         | Regio Commissario       |      |
| 1922    | 1923    | Eugenio Fronda                |         | Sindaco                 | -    |
| 1923    |         | Ascanio Marca                 |         | Commissario prefettizio |      |
| 1923    | 1925    | Michele Sclafani              |         | Sindaco                 | -    |
| 1925    |         | La Pera                       |         | Regio Commissario       | -    |
| 1925    | 1926    | Del Vecchio                   |         | Regio Commissario       | -    |

Podestà (1926-1943)
| Periodo | Periodo | Primo cittadino   | Partito | Carica            | Note |
| ------- | ------- | ----------------- | ------- | ----------------- | ---- |
| 1926    | 1930    | Ignazio Altieri   |         | Podestà           | -    |
| 1931    |         | Grasso            |         | Regio commissario | -    |
| 1932    |         | Castiglia         |         | Regio commissario | -    |
| 1933    | 1934    | Vito Palermo      |         | Podestà           | -    |
| 1934    | 1939    | Ottavio Lo Presti |         | Podestà           | -    |
| 1939    | 1943    | Ugo Moncada       |         | Podestà           | -    |

Sindaci di Agrigento del Regno del Sud (1943-1945)
| Periodo | Periodo | Primo cittadino | Partito | Carica  | Note |
| ------- | ------- | --------------- | ------- | ------- | ---- |
| 1943    | 1945    | Mario Bonfiglio |         | Sindaco | -    |

## Repubblica Italiana (dal 1946)
| Sindaci eletti dal Consiglio comunale (1946-1993)    | Sindaci eletti dal Consiglio comunale (1946-1993) | Sindaci eletti dal Consiglio comunale (1946-1993) | Sindaci eletti dal Consiglio comunale (1946-1993) | Sindaci eletti dal Consiglio comunale (1946-1993) | Sindaci eletti dal Consiglio comunale (1946-1993) | Sindaci eletti dal Consiglio comunale (1946-1993) | Sindaci eletti dal Consiglio comunale (1946-1993) | Sindaci eletti dal Consiglio comunale (1946-1993) |
| Nominativo                                           | Nominativo                                        | Partito                                           | Partito                                           | Partito                                           | Partito                                           | Mandato                                           | Mandato                                           | Elezione                                          |
| Nominativo                                           | Nominativo                                        | Partito                                           | Partito                                           | Partito                                           | Partito                                           | Inizio                                            | Fine                                              | Elezione                                          |
| ---------------------------------------------------- | ------------------------------------------------- | ------------------------------------------------- | ------------------------------------------------- | ------------------------------------------------- | ------------------------------------------------- | ------------------------------------------------- | ------------------------------------------------- | ------------------------------------------------- |
|                                                      | Giovanni Lauricella                               | ?                                                 | ?                                                 | ?                                                 | ?                                                 | 1946                                              | 1948                                              | Elezione 1946                                     |
|                                                      | Giovanni Finazzi Agrò                             | ?                                                 | ?                                                 | ?                                                 | ?                                                 | 1948                                              | 1952                                              | Elezione 1946                                     |
|                                                      | Ignazio Altieri                                   | ?                                                 | ?                                                 | ?                                                 | ?                                                 | 1952                                              | 1955                                              | Elezione 1952                                     |
|                                                      | Stefano d'Alessandro                              | ?                                                 | ?                                                 | ?                                                 | ?                                                 | 1955                                              | 1956                                              | Elezione 1952                                     |
|                                                      | Antonino Di Giovanna                              | ?                                                 | ?                                                 | ?                                                 | ?                                                 | 1956                                              | 1956                                              | Elezione 1952                                     |
|                                                      | Enzo Lauretta                                     |                                                   | Democrazia Cristiana                              | Democrazia Cristiana                              | Democrazia Cristiana                              | 1956                                              | 1960                                              | Elezione 1956                                     |
|                                                      | Vincenzo Foti                                     | ?                                                 | ?                                                 | ?                                                 | ?                                                 | 1960                                              | 1964                                              | Elezione 1960                                     |
|                                                      | Antonino Ginex                                    | ?                                                 | ?                                                 | ?                                                 | ?                                                 | 1964                                              | 1966                                              | Elezione 1964                                     |
|                                                      | Antonio Marsala                                   | ?                                                 | ?                                                 | ?                                                 | ?                                                 | 1967                                              | 1967                                              | Elezione 1964                                     |
|                                                      | (Commissario straordinario)                       | –                                                 | –                                                 | –                                                 | –                                                 | 1967                                              | 1970                                              | –                                                 |
|                                                      | ?                                                 | ?                                                 | ?                                                 | ?                                                 | ?                                                 | 1970                                              | 1975                                              | Elezione 1970                                     |
|                                                      | Francesco Alaimo                                  | ?                                                 | ?                                                 | ?                                                 | ?                                                 | 1975                                              | 1976                                              | Elezione 1975                                     |
|                                                      | Angelo Errore                                     |                                                   | Democrazia Cristiana                              | Democrazia Cristiana                              | Democrazia Cristiana                              | 1976                                              | 1979                                              | Elezione 1975                                     |
|                                                      | Calogero Zambuto                                  |                                                   | Democrazia Cristiana                              | Democrazia Cristiana                              | Democrazia Cristiana                              | 1980                                              | 1983                                              | Elezione 1980                                     |
|                                                      | Giuseppe Barba                                    |                                                   | Democrazia Cristiana                              | Democrazia Cristiana                              | Democrazia Cristiana                              | 1983                                              | 1985                                              | Elezione 1980                                     |
|                                                      | Calogero Sodano                                   |                                                   | Democrazia Cristiana                              | Democrazia Cristiana                              | Democrazia Cristiana                              | 17 settembre 1985                                 | 2 marzo 1986                                      | Elezione 1985                                     |
|                                                      | Nicola Scialabba (Commissario straordinario)      | –                                                 | –                                                 | –                                                 | –                                                 | 3 marzo 1986                                      | 17 settembre 1986                                 | –                                                 |
|                                                      | Onofrio Zaccone (Commissario straordinario)       | –                                                 | –                                                 | –                                                 | –                                                 | 18 settembre 1986                                 | 5 febbraio 1987                                   | –                                                 |
|                                                      | Emanuele Mattiolo                                 |                                                   | Democrazia Cristiana                              | Democrazia Cristiana                              | Democrazia Cristiana                              | 6 febbraio 1987                                   | 24 novembre 1987                                  | [ 3 ]                                             |
|                                                      | Angelo Scifo                                      |                                                   | Democrazia Cristiana                              | Democrazia Cristiana                              | Democrazia Cristiana                              | 25 novembre 1988                                  | 28 giugno 1990                                    | [ 3 ]                                             |
|                                                      | Giovanni Di Mauro                                 |                                                   | Democrazia Cristiana                              | Democrazia Cristiana                              | Democrazia Cristiana                              | 28 giugno 1990                                    | 15 dicembre 1991                                  | Elezioni 1990                                     |
|                                                      | Leandro Bonaccolta                                |                                                   | Democrazia Cristiana                              | Democrazia Cristiana                              | Democrazia Cristiana                              | 13 febbraio 1992                                  | 12 settembre 1992                                 | Elezioni 1990                                     |
| Sindaci eletti direttamente dai cittadini (dal 1993) |                                                   |                                                   |                                                   |                                                   |                                                   |                                                   |                                                   |                                                   |
| Nominativo                                           | Nominativo                                        | Partito                                           | Partito                                           | Coalizione                                        | Coalizione                                        | Mandato                                           | Mandato                                           | Elezione                                          |
| Nominativo                                           | Nominativo                                        | Partito                                           | Partito                                           | Coalizione                                        | Coalizione                                        | Inizio                                            | Fine                                              | Elezione                                          |
|                                                      | Calogero Sodano                                   |                                                   | Partito Repubblicano Italiano                     |                                                   | PRI-L. civiche                                    | 20 giugno 1993                                    | 30 novembre 1997                                  | Elezione 1993                                     |
|                                                      | Calogero Sodano                                   | Centro Cristiano Democratico                      |                                                   | FI-CCD-CDU-AN                                     | 30 novembre 1997                                  | 25 novembre 2001                                  | Elezione 1997                                     |                                                   |
|                                                      | Aldo Piazza                                       |                                                   | Unione dei Democratici Cristiani e di Centro      |                                                   | FI-UdC-AN-NPSI-PRI                                | 25 novembre 2001                                  | 27 maggio 2007                                    | Elezione 2001                                     |
|                                                      | Marco Zambuto                                     |                                                   | Popolari UDEUR                                    |                                                   | DS-UDEUR                                          | 27 maggio 2007                                    | 21 maggio 2012                                    | Elezione 2007                                     |
|                                                      | Marco Zambuto                                     | Unione di Centro                                  |                                                   | UdC-L. civiche                                    | 21 maggio 2012                                    | 13 giugno 2014                                    | Elezione 2012                                     |                                                   |
|                                                      | Luciana Giammanco (Commissario straordinario)     | –                                                 | –                                                 | –                                                 | –                                                 | 13 giugno 2014                                    | 3 giugno 2015                                     | –                                                 |
|                                                      | Lillo Firetto                                     |                                                   | Unione di Centro                                  |                                                   | AP-PD-L. civiche                                  | 3 giugno 2015                                     | 21 ottobre 2020                                   | Elezione 2015                                     |
|                                                      | Francesco Miccichè                                |                                                   | Indipendente                                      |                                                   | FI-#DB-L. civiche                                 | 21 ottobre 2020                                   | in carica                                         | Elezione 2020                                     |